# Willibald Hahn
Willibald Hahn (* 31. Jänner 1910 in Wien; † 31. Mai 1999 ebenda) war ein österreichischer Fußballspieler und erfolgreicher Fußballtrainer. Er betreute die Nationalmannschaften von Norwegen und der Schweiz. Mit dem FC Bayern München gewann er am 29. Dezember 1957 dessen ersten DFB-Pokal.

## Karriere

### Spieler
Hahn begann 20-jährig beim Wiener Stadtteilverein Gersthofer SV mit dem Fußballspielen und wechselte zur Saison 1931/32 zum Erstligisten Floridsdorfer AC, bei dem er sich als Stammkraft in der Läuferreihe etablierte.
Mit den Blau-Weißen gelang ihm der Klassenerhalt, ehe er zur Halbzeit der Saison 1932/33 zum FK Austria Wien wechselte. Dort kam er jedoch kaum zum Einsatz und nahm daher gemeinsam mit seinen Landsleuten Johann Kaburek und Ferdinand Schreiber ein Angebot des französischen Zweitligisten SC de la Bastidienne aus Bordeaux an. 1934 wurde Hahn vom Erstligaaufsteiger Favoritner Sportclub nach Österreich zurückgeholt. Nachdem der Verein nach nur einer Saison wieder abgestiegen war, fand Hahn bei den Lokalrivalen FC Wien und Favoritner AC neue Arbeitgeber, für die er jeweils eine Saison spielte. 1937 wechselte er zum amtierenden Meister SK Admira Wien und beendete am Saisonende seine aktive Fußballerkarriere.

### Trainer
Nach dem Anschluss Österreichs 1938 emigrierte er nach Norwegen und fand dort zunächst als Trainer beim Moss FK eine Anstellung. Von 1939 bis 1940 betreute er die Nationalmannschaft Litauens in sechs Spielen. Nachdem er sich in Skandinavien einen Namen machen konnte, wurde er 1953 als erster Österreicher Trainer der Nationalmannschaft Norwegens und konnte bereits bei seinem Debüt gegen die Auswahl Westdeutschlands erreichte er ein überraschendes 1:1. Bis 1956 blieb er Teamchef der Norweger, wo er von seinem Landsmann Wilhelm Kment im Amt beerbt wurde. Während der Saison 1955 betreute er auch den Erstligisten Vålerenga Oslo.
Zur Saison 1956/57 wurde Hahn vom gerade wieder nach einjähriger Absenz in die Oberliga Süd aufgestiegenen FC Bayern München verpflichtet, wo er seine erste Saison als Zehnter beendete. Im weiteren Verlauf des Jahres führte er die Bayern in ihr erstes DFB-Pokal-Finale, wo die Bayern im Dezember 1957 im Augsburger Rosenaustadion gegen Fortuna Düsseldorf mit 1:0 gewannen. Es war der zweite große Titel der Bayern nach der Meisterschaft 1932, bei der mit Richard Kohn ebenfalls ein Wiener Trainer tätig war. Schon Ende Februar 1958 wurde Hahn aber vom FC Bayern beurlaubt. Sein Vorgänger und Assistent auf der Bayernbank Bertl Moll führte die Mannschaft durch die noch verbliebenen sechs Oberligaspiele und in dieser Zeit von Platz zwölf auf Platz sieben in der Tabelle.
Hahn schloss zur Saison 1958/59 einen Vertrag mit Eintracht Trier ab. Da er diesen aber nicht einhielt und stattdessen den Posten des Schweizer Nationaltrainers annahm, erhielt er vom DFB ein einjähriges Berufsverbot. In der Schweiz war er glücklos und verlor fünf seiner sechs Länderspiele mit der Nationalmannschaft. Nach der 0:8-Niederlage im Rahmen des Europapokal der Nationalmannschaften am 25. Oktober 1959 in Budapest gegen die Auswahl Ungarns wurde er entlassen.
1960 kehrte Willibald Hahn nach Deutschland zurück, trainierte zunächst den Zweitligisten KSV Hessen Kassel, mit dem er 1961/62 Meister wurde, dann, in der Saison 1963/64, Schwarz-Weiß Essen in der Regionalliga West. Nach nur einer Spielzeit wechselte er zum Ligakonkurrenten Rot-Weiß Oberhausen, mit dem er zweimal als Viertplatzierter die beiden Spielzeiten abschloss. Nachdem auch im zweiten Anlauf der erhoffte Aufstieg verpasst wurde, wechselte er in die Regionalliga Süd. In der Saison 1968/69 betreute er zunächst den Aufsteiger ESV Ingolstadt-Ringsee, danach, von 1969 bis 1971, die SpVgg Bayreuth. Für jeweils eine weitere Spielzeit betreute er noch den SSV Reutlingen 05 und die Stuttgarter Kickers, mit denen er die damals zweitklassige Regionalliga Süd als Zehnter, bzw. Neunter abschloss.
Nach seinem Ableben wurde Willibald Hahn am 9. Juni 1999 am Wiener Hernalser Friedhof beigesetzt (Gruppe R, Nummer 51).

## Erfolge
- DFB-Pokal-Sieger 1957 (mit dem FC Bayern München)